# 逢沢舞
逢沢 舞（あいざわ まい、1月29日 - ）は、日本のモデル。兵庫県出身。フリーモデル。

## 来歴
関西を中心に展示会やイベントなどでのキャンペーンモデルやイベントコンパニオン、またイベントでのMC活動を行う。
その後、テレビ番組での再現VTRやイメージ映像のモデルとして出演している。

## 人物
温泉や温浴施設での入浴シーンのモデルをすることが多かったことをきっかけに、温泉に関連した資格を取得する。
現在の取得資格は、温泉ソムリエマスター、温泉入浴指導員、サウナスパ健康アドバイザー、バスソムリエ。

## 主な活動

### テレビ
- プレバト!!（TBS）
- この差って何ですか？（TBS）
- サタデープラス（MBS）
- ドラマ「秘密捜査官匿名ファイル」リポーター 役（TBS）
- ドヨルの妄想族（朝日放送）
- M-1グランプリインフォマーシャル（朝日放送）
- 雨上がり「Aさんの話」（朝日放送）
- ビーバップハイヒール（朝日放送）
- ハッキリ5（朝日放送）
- なるみ・岡村の過ぎるTV（朝日放送）
- エージェントWEST（朝日放送）
- にじいろジーン（関西テレビ）
- よ～いドン！（関西テレビ）
- 胸いっぱいサミット!!（関西テレビ）
- ちゃちゃ入れマンデー（関西テレビ）
- にっぽんのぞき見太郎（関西テレビ）
- ウラマヨ！（関西テレビ）
- R-1グランプリ特番（関西テレビ）
- やすとも友近のキメツケ！（関西テレビ）
- ドラマ「大阪環状線」（関西テレビ）
- そこまで言って委員会NP（読売テレビ）
- はんわかTV（読売テレビ）
- もんくもん（読売テレビ）
- アサスマ！（サンテレビ）
- ロンプク☆淳（九州朝日放送）
- ニュース女子（東京MX）

### CM
- 奈良健康ランド
- KIRINビール
- NTT西日本
- 大阪ステーションシティ
- ホンダカーズ

### 映画
- 商店街戦争〜suchico〜(セレブ客役)
- マンハント(EX)

### VP
- NTTdocomo
- Panasonic
- 関西電機保安協会
- 大正銀行

### ナレーション
- ラジオ大阪ハイシャルCM
- Voicyスポニチニュース公式パーソナリティ

### モデル
- peachアビエーション
- ナリス化粧品

### その他
- SUMMERSONICイメージガール
- INAC神戸レオネッサアシスタントナビゲーター